# Coral Terrace
Coral Terrace es un lugar designado por el censo ubicado en el condado de Miami-Dade en el estado estadounidense de Florida. En el Censo de 2010 tenía una población de 24.376 habitantes y una densidad poblacional de 2.728,01 personas por km².

## Geografía
Coral Terrace se encuentra ubicado en las coordenadas 25°44′46″N 80°18′16″O / 25.74611, -80.30444. Según la Oficina del Censo de los Estados Unidos, Coral Terrace tiene una superficie total de 8.94 km², de la cual 8.74 km² corresponden a tierra firme y (2.17%) 0.19 km² es agua.

## Demografía
Según el censo de 2010, había 24.376 personas residiendo en Coral Terrace. La densidad de población era de 2.728,01 hab./km². De los 24.376 habitantes, Coral Terrace estaba compuesto por el 94.86% blancos, el 1.57% eran afroamericanos, el 0.11% eran amerindios, el 0.57% eran asiáticos, el 0% eran isleños del Pacífico, el 1.62% eran de otras razas y el 1.26% pertenecían a dos o más razas. Del total de la población el 88.59% eran hispanos o latinos de cualquier raza.